# Ледерер, Френсис
Франтишек Фриц Ледерер (англ. Frantisek Fritz Lederer; 6 ноября 1899, Карлин, Цислейтания — 25 мая 2000, Палм-Спрингс, Калифорния) — американский актёр.

## Биография
Фрэнсис Ледерер родился в еврейской семье, недалеко от Праги, в то время, в Австро-Венгрии. Дебютировал в театре, в 1920-е годы стал сниматься в кино. В начале 1930-х годов Ледерер был вынужден уехать в США. Наиболее известные роли актёра в картинах «Ящик Пандоры» (1929) Георга Вильгельма Пабста, с участием Луиз Брукс и Confessions of a Nazi Spy (1939). Фрэнсис Ледерер продолжал работать до самой своей смерти, в возрасте 100 лет, в основанной им же American National Academy of Performing Arts в Лос-Анджелесе. Его интервью было включено в цикл документальной программы «100 лет ужаса».

### Личная жизнь
Ледерер был женат трижды. Второй его женой, с 16 октября 1937 года по 21 декабря 1940 года, была известная мексиканская актриса Марго.